# Bojniczanka
Grusza 'Bojniczanka'  – odmiana uprawna (kultywar) gruszy należąca do grupy grusz zachodnich. Jesienna odmiana powstała we współpracy hodowców polskich i słowackich (J. Kleparski, M. Stropek, F. Hnidzik) w Sadowniczo-Szkółkarskim Zakładzie Doświadczalnym w Albigowej. Najprawdopodobniej jest to siewka odmiany 'Komisówka'. Wpisana do Rejestru Odmian w 1998 roku.

## Morfologia
Pokrój
Drzewo rośnie średnio silnie, po wejściu w okres owocowania jej wzrost słabnie. Korona wyniosła, kulista, lekko zagęszczająca się. Konary nie mają tendencji do obwisania.
Owoce
Duże lub bardzo duże, kształtu owalnostożkowatego, bez przewężenia, wydłużone. Skórka średniej grubości, gładka, błyszcząca, żółtozielona, pokryta w połowie złotawobrązowym ordzawieniem. Szypułka krótka, gruba, wygięta, czasem umieszczona z boku. Zagłębienie szypułkowe płytkie i szerokie. Zagłębienie kielichowe płytkie, niezbyt szerokie. Kielich półotwarty lub zamknięty. Miąższ kremowobiały, średnioziarnistej konsystencji, soczysty, słodko-kwaskowaty.

## Zastosowanie
Jesienna odmiana deserowa. Polecana zarówno do uprawy towarowej jak i amatorskiej szczególnie w zimniejszych rejonach kraju.

## Uprawa
Wcześnie wchodzi w okres owocowania, owocuje corocznie i dość obficie. Kwitnie średnio wcześnie. Nie wymaga przerzedzania zawiązków, gdyż wiąże owoce pojedynczo w kwiatostanie. Jest częściowo samopłodna.

### Podkładka i stanowisko
Dobrze zrasta się z pigwą. Najlepiej rośnie i owocuje na glebach żyznych i dostatecznie wilgotnych.

### Zdrowotność
Na mróz bardzo wytrzymała, na parcha średnio odporna, wrażliwość na zarazę ogniową jest jeszcze nieznana. Odmiana podatna na choroby kory i drewna.

### Zbiór i przechowywanie
Zbiór owoców przypada na drugą połowę września. Do spożycia nadają się po około 2 tygodniach od zbioru. W przechowalni można je przetrzymać 2 miesiące. W chłodni przechowują się do końca stycznia.